# Parc national d'Indre Wijdefjorden
Le parc national d'Indre Wijdefjorden (norvégien : Indre Wijdefjorden nasjonalpark) est un parc national de l'archipel du Svalbard, dans le centre-nord de l'île du Spitzberg, en Norvège.
Créé en 2005, il s'étend sur 1 127 km2 à cheval sur les deux rives du Wijdefjorden, qui est le plus grand fjord du Svalbard. 745 km2 sont terrestres, 342 km2 sont marins.

## Description
Le parc national est situé dans le paysage escarpé des fjords des deux côtés des parties intérieures (« Indre ») de Wijdefjorden (« Le large fjord ») sur le Spitzberg. Avec une longueur de 108 kilomètres, Wijdefjorden est le plus long fjord du Svalbard. Au bout d’Austfjorden se trouve le glacier Mittag-Lefflerbreen. La végétation est constituée de steppe arctique. Les quelques espèces d'animaux trouvées dans le parc comprennent l’ours polaire, le renne du Svalbard et le renard arctique. Les oiseaux sont le lagopède alpin et l'oie à bec court. 

## Tourisme
L’entrée au parc national est disponible par bateau à Wijdefjorden depuis le nord, ou par voie terrestre depuis Billefjorden et Dicksonfjorden depuis le sud. En hiver, la région est accessible depuis Longyearbyen, soit en motoneige, soit en ski. Il y a plusieurs cabanes de trappeurs anciennes dans le parc, et certaines d’entre elles sont prêtées aux résidents de Longyearbyen.  En raison de la forme du parc, il y a peu de bonnes randonnées à faire, à l’exception de la marche le long des plages de chaque côté du fjord.  

Parc national d'Indre Wijdefjorden